# Marian Błażowski
Marian Błażowski (ur. 29 marca 1855 w Nowosiółce, zm. 14 lutego 1913 we Lwowie) – baron austriacki h. Sas, właściciel dóbr ziemskich Nowosiółka w powiecie buczackim.

## Życiorys

herb szlachecki Błażowski (odmiana herbu Sas)

Jego ojcem był baron Krzysztof Leonard Błażowski (ur. 1807 w Jazłowcu, zm. 1888 w Nowosiółce), syn Wiktora, członka Stanów Galicyjskich, wnuk wojskiego lwowskiego Dominika, członka Stanów Galicyjskich w 1817, właściciel dóbr ziemskich Jazłowiec i Nowosiółka. Matką Mariana Błażowskiego była Florentyna z Kozickich h. Łabędź. 
Miał braci: Edwarda (1844–1883), posła na Sejm Krajowy Galicji V kadencji, właściciela dóbr ziemskich Browary i Olchowiec, Mieczysława (1846–1884), właściciela dóbr ziemskich Dobrowody, Juliana (1854–?), właściciela dóbr ziemskich Czeremchów oraz siostrę Wandę (1862-1903) - żonę Witolda Niezabitowskiego h. Lubicz właściciela dóbr ziemskich w Łankach w pow. bobreckim, prezesa rady pow. bobreckiej 1893, posła na sejm galicyjski 1895-1901.
W maju 1898 został wybrany posłem do Rady Państwa IX kadencji z IV kurii w okręgu wyborczym Buczacz—Czortków, zwyciężywszy Julijana Romanczuka. W grudniu 1900 kandydował na posła na wyborach do Rady Państwa w Wiedniu X kadencji z kurii wiejskiej w okręgu wyborczym Nr XXV Buczacz – Czortków oraz zwyciężył kandydata ukraińskiego Józefa Huryka (wybory w Buczaczu odbyły się pod osłoną oddziału ułanów). 
W kwietniu 1902 Marian Błażowski twierdził, że Mieczysław Burzyński pełnił urząd kasjera przez pierwsze dwa lata istnienia powiatowej Kasy oszczędności w Buczaczu. W marcu 1905 C. K. Rada Szkolna Krajowa zatwierdziła jego wybór (oraz Władysława Serwatowskiego) na delegatów Rady powiatowej do C. K. Rady szkolnej okręgowej w Buczaczu. W 1911 był prezesem Rady powiatowej w Buczaczu, członkiem Rady szkolnej okręgowej jako delegat Rady powiatowej, prezesem Wydziału powiatowej Kasy oszczędności w Buczaczu oraz członkiem buczackiego Wydziału okręgowego Galicyjskiego Towarzystwa kredytowego ziemskiego. 20 kwietnia 1896 został honorowym obywatelem miasta Buczacza. Przewodniczący komitetu budowy szkół wydziałowych męskiej i żeńskiej w Buczaczu.
11 czerwca 1898 we Lwowie zaślubił Marię z Torosiewiczów, właścicielkę dóbr ziemskich Mariampol w powiecie stanisławowskim, córkę Franciszka i Klaudyi z Torosiewiczów.
Zmarł 14 lutego 1913 we Lwowie (według czasopisma „Kurjer Lwowski”, krótko przed 16 lutego 1913 przeżywszy 58 lat).